# Yu Zhishan
Yu Zhishan (于芷山, 1879 - mai 1951) est un chef militaire chinois du gouvernement de Beiyang et de la clique du Fengtian qui devint par la suite membre du gouvernement de l'État du Mandchoukouo.

## Biographie
Natif de la province du Liaoning, Yu sert en 1923 comme commandant du 5e régiment combiné de l'armée du Nord-Ouest stationnée dans la province du Shandong. En 1924, il est réassigné à la tête du 8e régiment combiné sous les ordres du seigneur de guerre mandchou Zhang Zuolin. Il est promu lieutenant-général en juin 1927. Il retourne au Shandong en tant que commandant de la 30e armée et aide Tchang Kaï-chek à vaincre les forces de Yan Xishan lors de la guerre des plaines centrales. Cependant, son alliance avec le Kuomintang est de courte durée car il est rappelé en Mandchourie pour le prémunir des impacts de l'expédition du Nord. Après la mort de Zhang Zuolin lors de l'incident de Huanggutun en 1928, la Mandchourie bascule dans le chaos. Yu soutient d'abord Zhang Xueliang qui le nomme commandant en chef des forces des 20 préfectures situées autour de Shenyang. Après l'incident de Mukden de septembre 1931, Yu travaille avec Kan Chaoxi pour déclarer l'indépendance de Shenyang du reste de la République de Chine, puis coopère ensuite avec l'armée impériale japonaise au sein du conseil de direction du gouvernement autonome dans l'objectif d'établir l'État du Mandchoukouo.
En mars 1932, Yu est nommé chef de la police de la province du Fentian au Mandchoukouo. En juillet 1934, il devient commandant en chef de la 1re armée de l'armée impériale du Mandchoukouo, et en mai de la même année, il est nommé ministre de l'Armée. En juillet 1937, son ministère est renommé « Ministère de la Sécurité publique » et obtient le contrôle toutes les activités policières. Yu reste au gouvernement jusqu'en avril 1939 au moment où il est fait membre du Conseil privé.
Après la chute du Mandchoukouo, il fuit à Pékin où il vit sous un faux nom jusqu'à l'établissement de la République populaire de Chine en octobre 1949. Il meurt en prison au centre de détention de criminels de guerre de Fushun en mai 1951.